# Campionati svedesi di sci alpino 1977
Ai Campionati svedesi di sci alpino 1977 furono assegnati i titoli di discesa libera, slalom gigante e slalom speciale, sia maschili sia femminili.

## Risultati
| Specialità      | Uomini             | Donne          |
| --------------- | ------------------ | -------------- |
| Discesa libera  | Bobbo Nordenskiöld | Britta Östman  |
| Slalom gigante  | Ingemar Stenmark   | Jill Wahlqvist |
| Slalom speciale | Ingemar Stenmark   | Pia Gustafsson |